# Giorgi Guliashvili
Giorgi Guliashvili (Tiflis, 5 de septiembre de 2001) es un futbolista georgiano que juega en la demarcación de delantero para el FK Sarajevo de la Liga Premier de Bosnia y Herzegovina.

## Selección nacional
Tras jugar en las categorías inferiores de la selección, finalmente hizo su debut con la selección de Georgia el 23 de marzo de 2025 en un encuentro de la Liga de Naciones de la UEFA 2024-25 contra Armenia que finalizó con un resultado de 6-1 a favor del combinado georgiano tras un gol de Edgar Sevikyan para el combinado armenio y de Giorgi Chakvetadze, Otar Kiteishvili, Khvicha Kvaratskhelia, un doblete de Georges Mikautadze y un autogol de Varazdat Haroyan para Georgia.

## Clubes
| Club                     | País                 | Año       | Partidos | Goles |
| ------------------------ | -------------------- | --------- | -------- | ----- |
| FC Iberia 1999           | Georgia              | 2019      | 96       | 12    |
| FK Sarajevo              | Bosnia y Herzegovina | 2023      | 12       | 0     |
| FK Velež Mostar (cedido) | Bosnia y Herzegovina | 2023-2024 | 24       | 10    |
| FK Sarajevo              | Bosnia y Herzegovina | 2024-     | 31       | 21    |

## Palmarés

### Títulos nacionales
| Título                       | Club           | País                 | Año  |
| ---------------------------- | -------------- | -------------------- | ---- |
| Copa de Bosnia y Herzegovina | F. K. Sarajevo | Bosnia y Herzegovina | 2025 |